# Paul Atkinson
Paul Atkinson (Chester-le-Street, 19 gennaio 1966) è un ex calciatore inglese, di ruolo centrocampista.

## Carriera
Esordisce tra i professionisti all'età di 17 anni nella stagione 1983-1984 con la maglia del Sunderland, con cui mette a segno una rete in 8 presenze nella prima divisione inglese; nella stagione successiva, che si conclude con la retrocessione dei Black Cats in seconda divisione, segna invece una rete in 9 presenze. Dopo un biennio da comprimario (18 presenze totali) in seconda divisione, nella stagione 1987-1988 mette a segno 3 reti in 21 partite nel vittorioso campionato di Third Division.
Nell'estate del 1988 viene ceduto per 20000 sterline al Port Vale di John Rudge: qui, dopo 3 reti in 4 presenze, trascorre il resto della stagione 1988-1989 (che si conclude peraltro con una promozione in seconda divisione) ai margini della rosa a causa di gravi problemi fisici; si tratta di fatto della fine della sua carriera: pur con vari prestiti e restando in attività formalmente per altre due stagioni, gioca infatti solamente ulteriori 11 partite (tutte con l'Hartlepool Utd in quarta divisione), ritirandosi nel 1991 all'età di 25 anni.

## Palmarès

### Club

#### Competizioni nazionali
- Third Division: 1

Sunderland: 1987-1988